# Гашкевич, Михаил Иванович
Михаил Иванович Гашкевич (11 декабря (29 ноября) 1864 — 1936) — священник, депутат Государственной думы II созыва от Могилёвской губернии.

## Биография

### Происхождение
Старший сын священника о. Иоанна Иоанновича Гашкевича (1837—1917, настоятеля церкви Рождества Богородицы в деревни Шерстин Рогачёвского уезда и его жены Марии Филипповны Трусевич (?—до 1915), дочери настоятеля храма в с. Огородня. Отец Иоанн прожил праведную жизнь, был уволен за штат в 1912 году. В 1991 году обнаружены нетленные мощи отца Иоанна.  9 сентября (н. ст.) 1997 года  состоялось Обретение честных мощей протоиерея Иоанна, они были поставлены на поклонение в храме с левой стороны алтаря. 31 мая 1998 года состоялась канонизация святого праведного Иоанна Кормянского в лике местночтимых святых Белорусской Православной Церкви. 8 августа 2000 года определением Синода Белорусской Православной Церкви решено учредить при Свято-Покровском приходе женский монастырь в честь святого праведного Иоанна Кормянского и именовать его Свято-Иоанновским женским монастырем.

### Образование
Выпускник Могилевской духовной семинарии. Окончил её я в 1890 году. В 1890—1893 годах служил в Кишинёве учителем пения в семинарии. Позднее 6 лет учительствовал в Мстиславском духовном училище. В 1899 году был рукоположен во иерея.

### Служение
Священник села Ануфриево (или Онуфриево) Чериковского уезда.
8 февраля 1907 избран во Государственную думу II созыва от общего состава выборщиков Могилевского губернского избирательного собрания. Вошёл в состав Конституционно-демократической фракции. Состоял в думской комиссии по делам православной церкви.
В 1915 году служил полковым священником.
Скончался в 1936 году, похоронен около алтаря Никольского храма в селе Огородня (бывшего Гомельского уезда), где служил его отец, и, видимо, служил о. Михаил. В 1991 году его останки, вместе с нетленными мощами отца, перевезены в село Корма и захоронены у алтаря Покровского храма.

## Семья
- Брат — Игнатий (1867, д. Шерстин —?), в 1896 псаломщик в местечке Петровичах[7], в 1915 исправник в г. Чаусы Могилёвской губернии[1]
- Сестра — Татиана (1872, д. Шерстин —?), учительница сначала в Хорошевской[7], позднее в Огородненской церковно-приходской школе[1]
- Брат — Симеон (1876, д. Шерстин —?), в 1915 служащий на железной дороге[1]
- Сестра — Анна (1879, с. Огородня —?), замужем за начальником почтово-телеграфной конторы[1]
- Брат — Платон (1881, с. Огородня —?), в 1896 году по болезни находился дома[7], в 1915 он не упомянут[1]
- Брат — Иоанн (1885, с. Огородня —?), священник, в 1915 году настоятель храма в с. Огородня[1]

### Рекомендуемые источники
- Российский государственный исторический архив. Фонд 1278. Опись 1 (2-й созыв), Дело 95; Дело 557. Лист 16 оборот.